# عارضة (جسور)

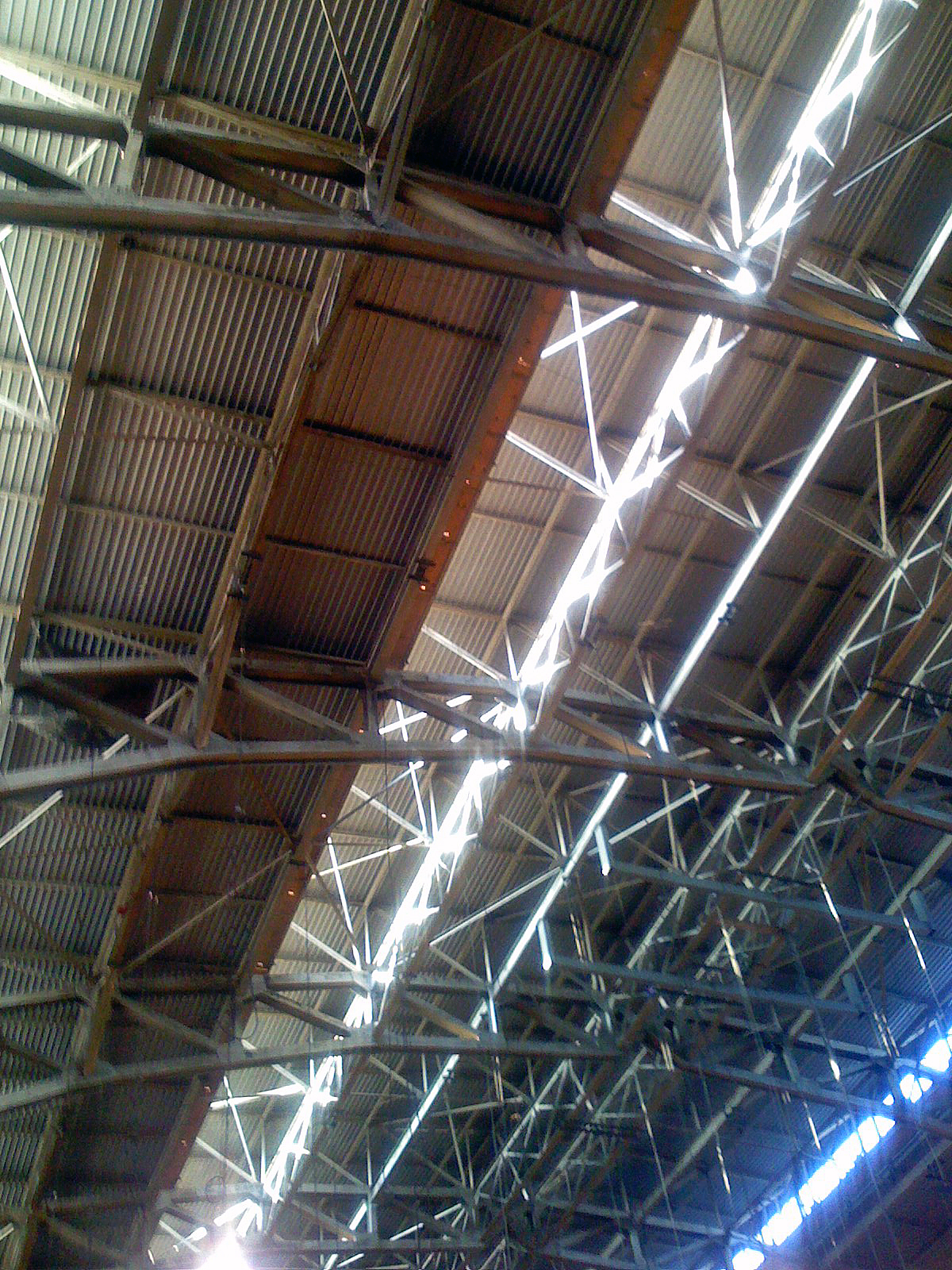
سقف هينكل فيلدهاوس في إنديانابوليس، إنديانا، مبني من عوارض خشبية كبيرة مبنية من عوارض مثبتة بمسامير.

العارضة أو الدعامة هي دعامة أفقية تُستخدم في البناء، وهي تُعد الدعامة الرئيسية الأفقية للهيكل، حيث تدعم العوارض الأصغر. غالبًا ما يكون للعارضة مقطع عرضي على شكل I، يتكوّن من حافتين تحملان الأحمال (flanges) تفصلهما لوحة مستقرة (web)، ولكنها قد تأخذ أيضًا أشكالًا أخرى مثل الصندوقية أو على شكل Z أو غيرها. تُستخدم العوارض على نطاق واسع في بناء الجسور. 